# ルドヴィコ・ジミニャーニ
ルドヴィコ・ジミニャーニ（Ludovico Gimignani 、1643年 – 1697年6月26日）は、イタリアの画家である。ローマの教会などの宗教画、祭壇画などを描いた。

## 略歴
ローマで生まれた。父親のジャチント・ジミニャーニ（1606-1681）はトスカーナの出身で、ローマなどで活躍した画家である。母方の祖父アレッサンドロ・トゥルキ(Alessandro Turchi: 1578-1649)も画家であった。父親と同郷の友人で、後に教皇、クレメンス9世（在位：1667年 - 1669年）となる枢機卿ジュリオ・ロスピリオッシはルドヴィコ・ジミニャーニの名づけ親になり、ジミニャーニのパトロンとなった。ローマで修行し、ローマで最も評価されていた建築家、画家のジャン・ロレンツォ・ベルニーニ（1598-1680）から影響を受けた。
現在ローマのサン・シルベストロ・イン・カピーテ教会(Chiesa di San Silvestro in Capite)に収蔵されているような教会の祭壇画や、パッラヴィチーニ・ロスピリオージ宮殿(Palazzo Pallavicini Rospigliosi)に残る絵画などを描いた。
教皇アレクサンドル7世（在位：1655年 - 1667年）によってクイリナーレ宮殿の美術品収蔵庫の学芸員に任命され、1672年に、ローマの芸術家協会のアカデミア・ディ・サン・ルカの会員になり、1688年に1年任期の会長も務めた。
ローマ近くのザガローロで亡くなった。

## 作品

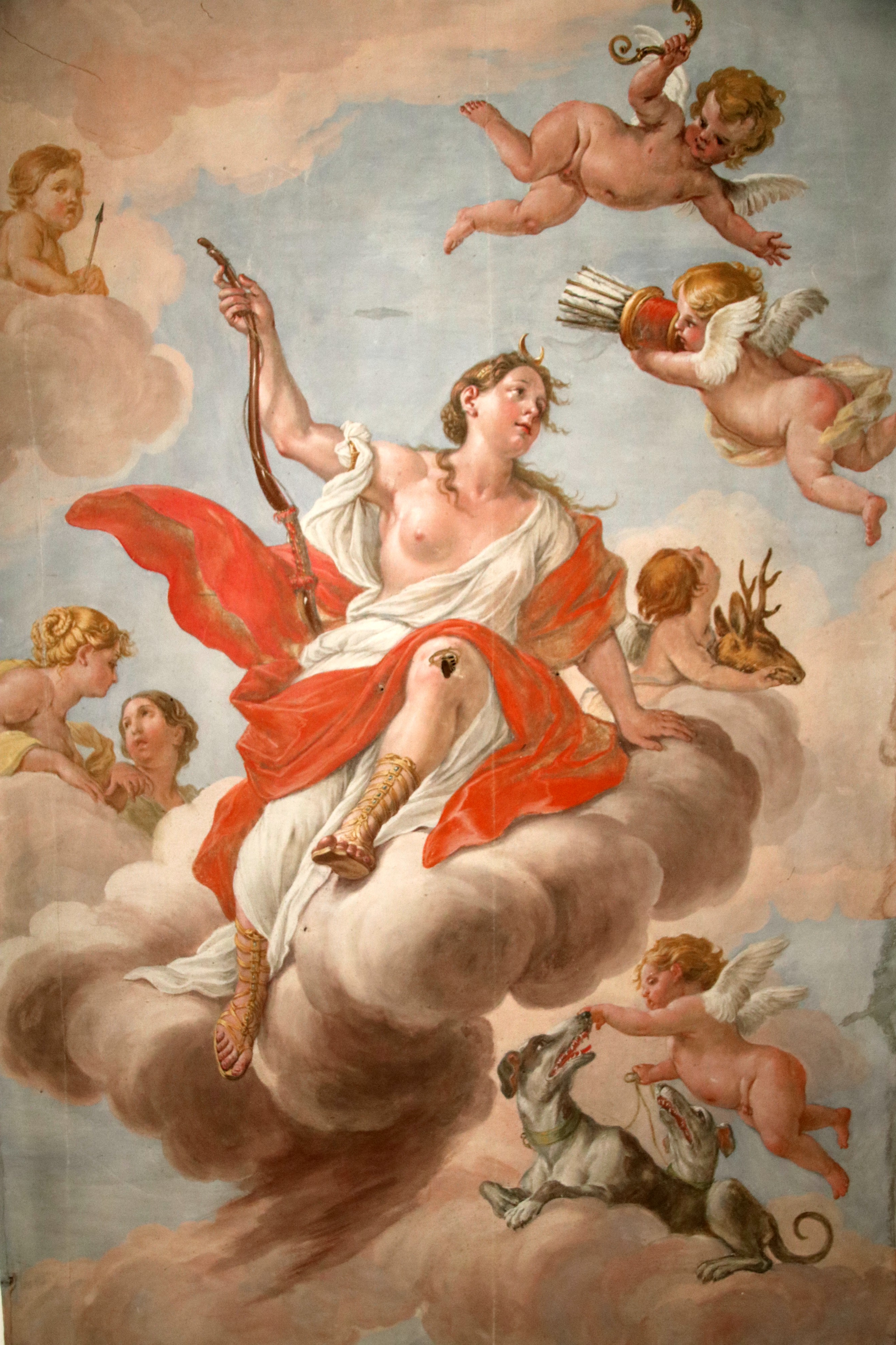
Villa Rospigliosiの壁画
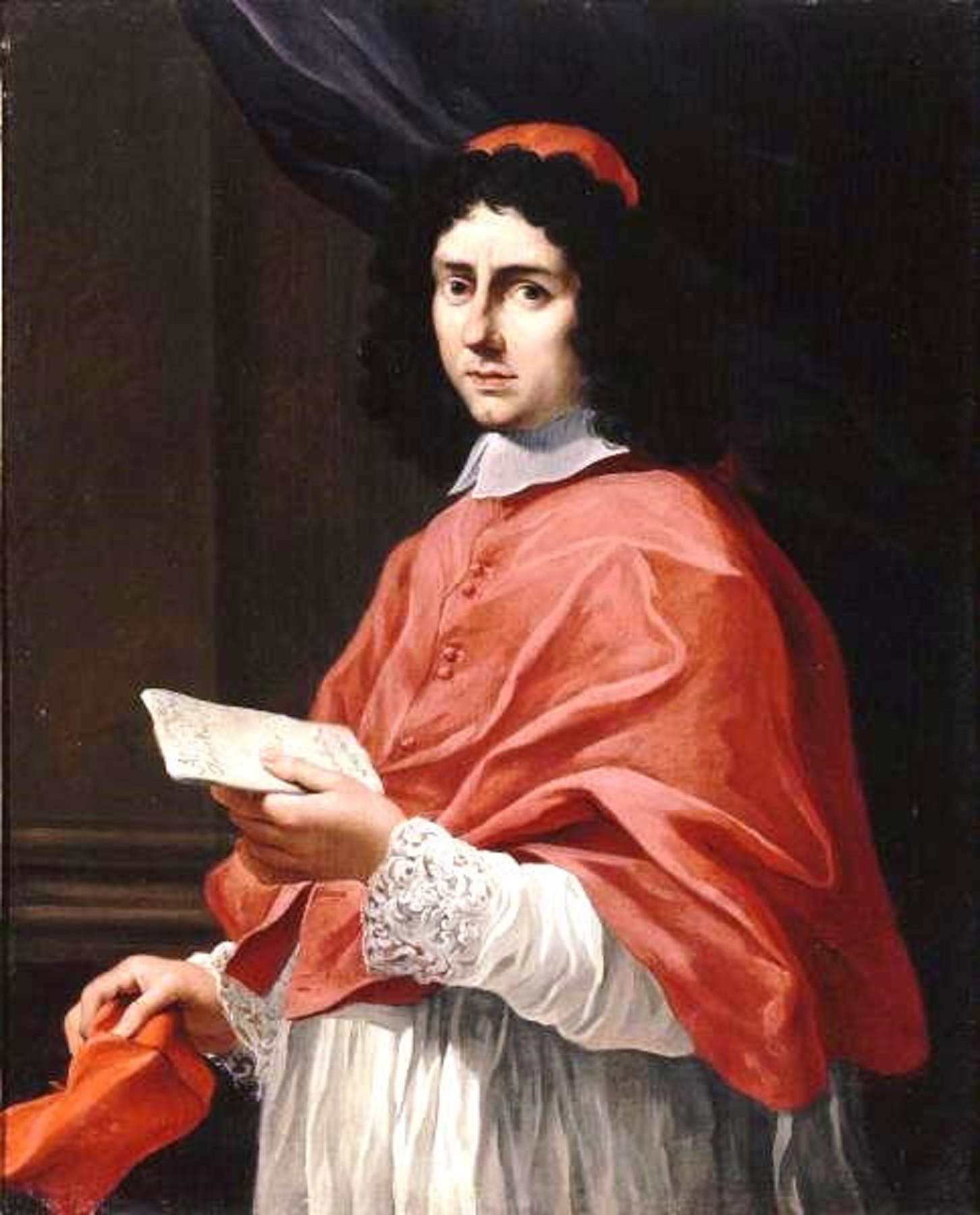
枢機卿フェリス・ロスピリオッシの肖像画
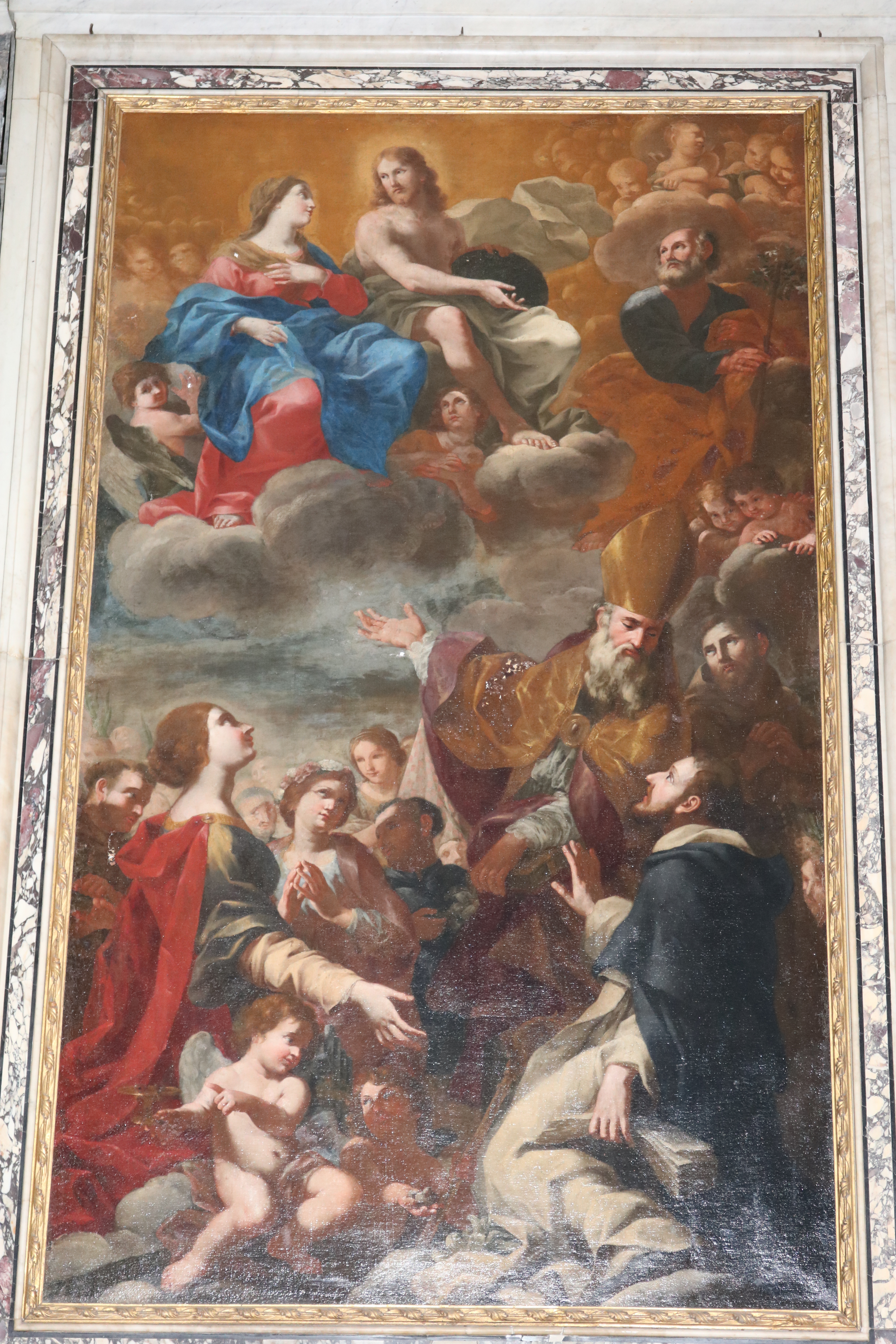
スピリト・サンと教会(Chiesa dello Spirito Santo)の宗教画
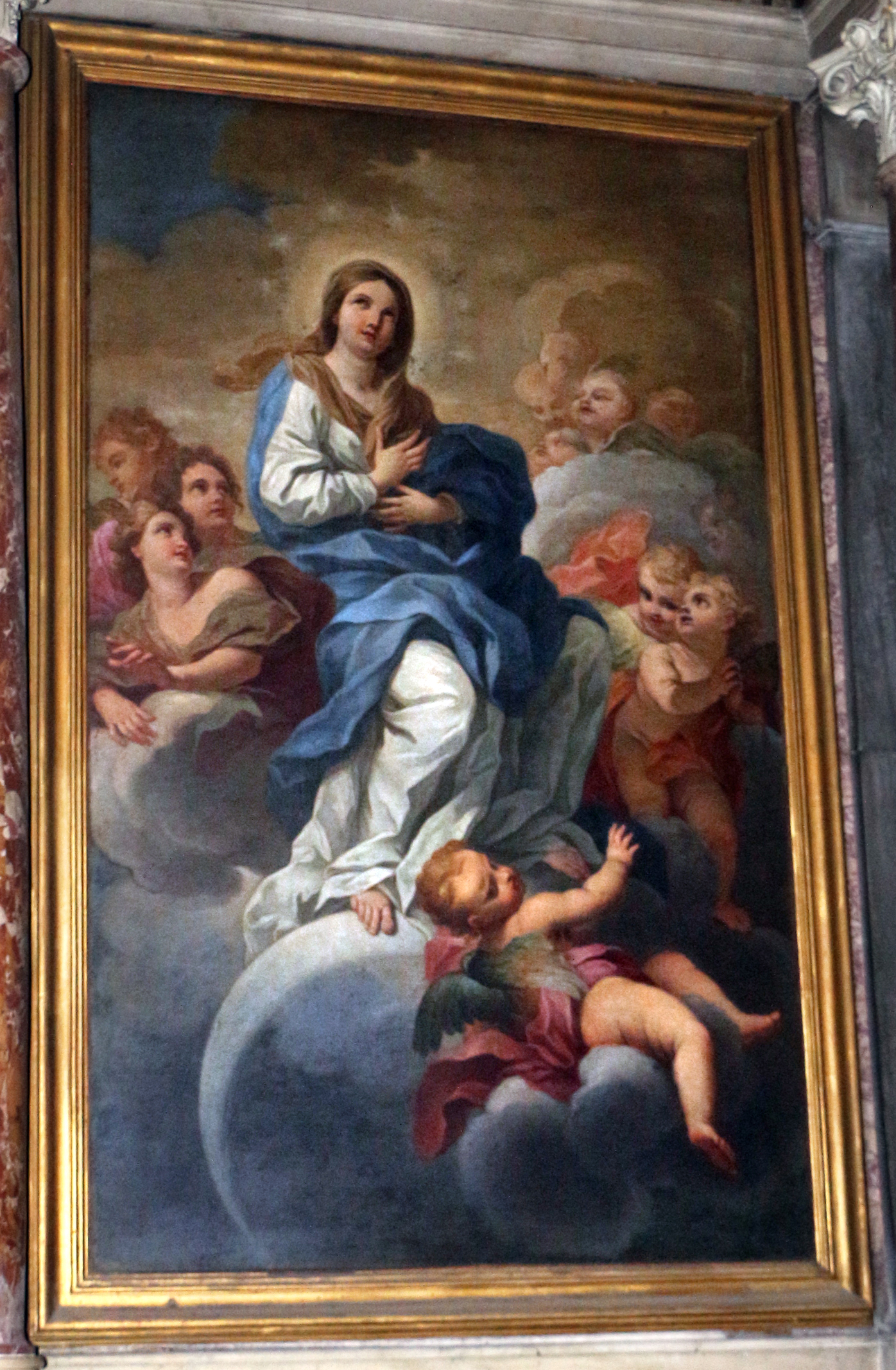
サン・シルベストロ・イン・カピーテ教会の宗教画